# Argiope aetherea
Argiope aetherea är en spindelart som först beskrevs av Charles Athanase Walckenaer 1842.  Argiope aetherea ingår i släktet Argiope och familjen hjulspindlar. Utöver nominatformen finns också underarten A. a. annulipes.

## Bildgalleri

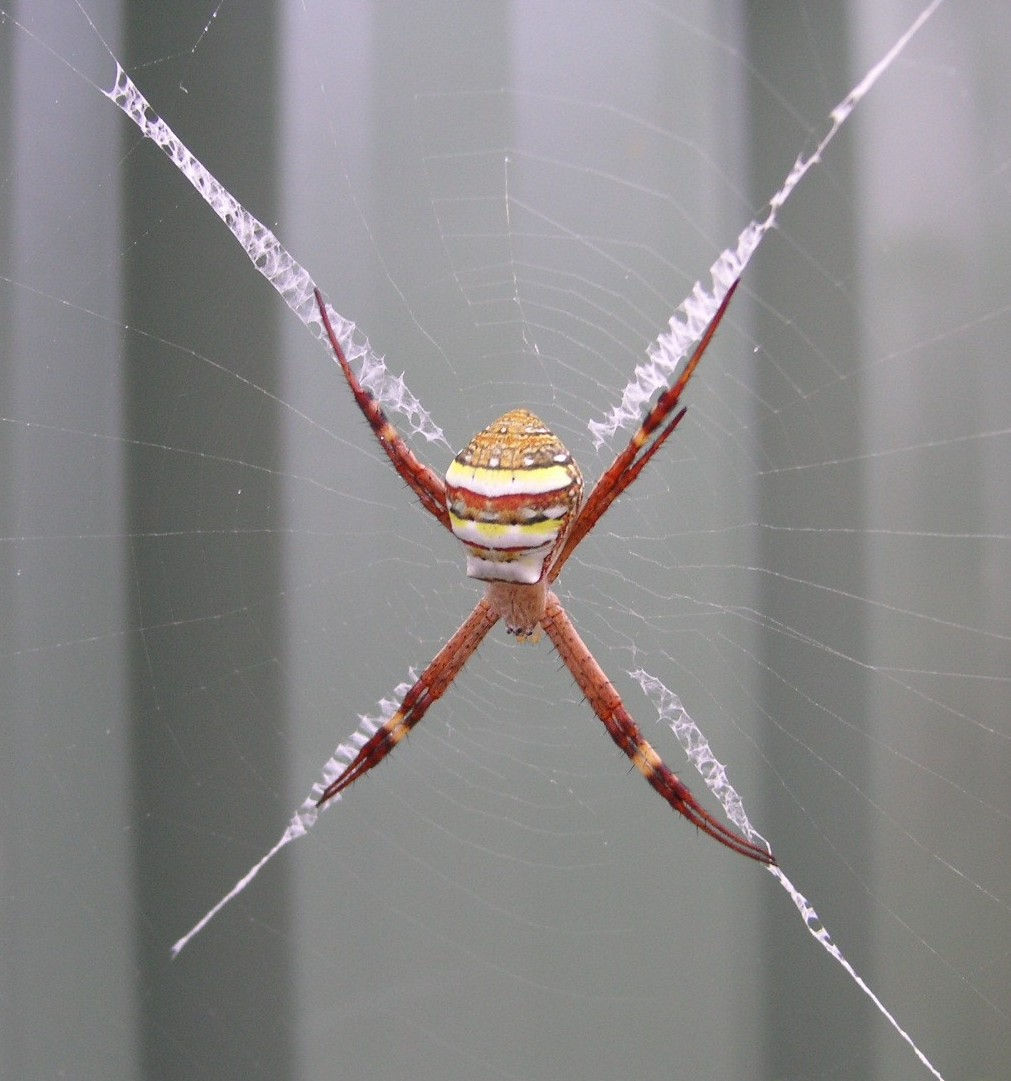